# Black Book Éditions
Ne doit pas être confondu avec Black Books ou Black Book.
Black Book Éditions, encore appelée BBE, est une maison d'édition française de jeux de rôle et de jeux de société, fondée en 2004 à Lyon.

## Historique
Black Book Éditions est créée en 2004 à Lyon par David Burckle, dont le premier jeu édité est Pavillon noir. En 2013, BBE diversifie ses activités en lançant des jeux de rôle par le biais du financement participatif,. Elle dissocie par la suite cette activité en créant une filiale, GameOnTabletop. 
En parallèle, depuis 2018 Black Book Éditions finance un actual play : Rôle 'n Play. En 2023, BBE cède la licence audiovisuelle de ce programme YouTube à Mimir Productions.
Fin 2022, Black Book Éditions ouvre une boutique physique à Oullins, le Black Book Shop.

## Jeux de rôle édités
Black Book est notamment l'éditeur français de :
- Cats! La Mascarade[8]
- Chroniques oubliées (Fantasy, Contemporain, galactique)
- Laelith
- L'Œil Noir
- Pathfinder
- Pavillon noir
- Polaris
- Rôle 'n Play[9]
- Shadowrun

## Magazines
Depuis fin 2011, elle édite la quatrième formule du magazine Casus Belli. En septembre 2024, Black Book Éditions annonce que le no 50 sera le dernier numéro à paraître de cette quatrième formule.